# Tractament talibà de la dona

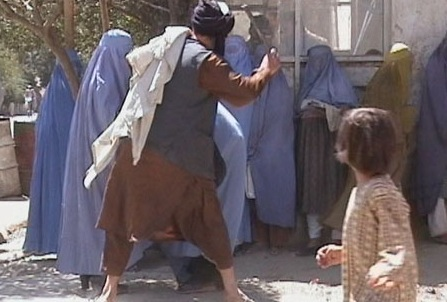
Un policia religiós talibà pega una dona afganesa a Kabul el 26 d'agost de 2001. El reportatge es pot veure aquí.

El tractament talibà de la dona està basat en el sexisme (masclisme) i la misogínia amb les dones per part dels talibans durant l'Emirat Islàmic de l'Afganistan. El seu objectiu era crear "un entorn segur on la castedat i la dignitat de la dona pugui tornar a ser sagrada", aplicant una interpretació extrema de les creences del paixtuwali sobre la vida a la purdah.
Les dones afganeses eren forçades a portar el burca en públic en tot moment perquè, segons un portaveu talibà, "la cara d'una dona és una font de corrupció" pels homes no relacionats amb ella. Era una segregació sistemàtica que es pot anomenar apartheid de gènere, on no es permetia treballar a les dones, ni rebre educació a partir dels vint anys, i fins llavors només podien estudiar l'Alcorà.
Les dones que volien rebre educació havien d'assistir a escoles clandestines, on s'exposaven a morir executades si les descobrien. No podien rebre atenció mèdica per part de facultatius masculins, excepte si les acompanyava un home. Algunes van rebre assots públics i fins i tot se'ls hi va aplicar la pena de mort per haver violat les lleis dels talibans. Els talibans permetien en alguns casos el matrimoni de nenes menors de 16 anys. Amnistia Internacional va informar que el 80% dels matrimonis afganesos van ser forçats.

## Polítiques de gènere

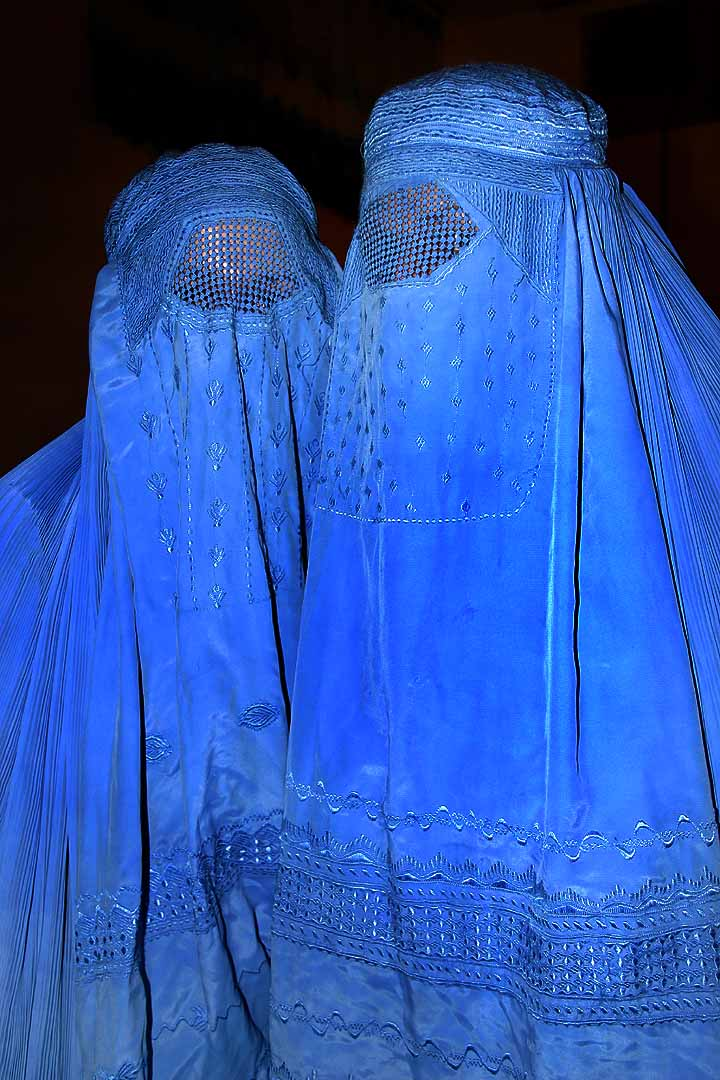
Dones afganeses amb el burca

Des dels vuit anys, no es permetia que les dones tinguessin contacte directe amb homes que no fossin familiars de sang propers, el marit o familiars de llei. Altres restriccions eren:
- Les dones no havien d'aparèixer en els carrers sense un parent de sang o sense portar un burca
- Les dones no havien de portar sabates de taló perquè el seu soroll excita als homes
- Les dones no havien de parlar sorollosament en públic i cap desconegut hauria de sentir la veu d'una dona[11]
- Les finestres de la planta baixa i la primera planta de totes les cases residencials s'havien de pintar per impedir que les dones fossin visibles des del carrer
- Fotografiar o filmar les dones quedava prohibit, així com mostrar fotos de dones en diaris, llibres, botigues o a casa
- Es modificaren els noms de llocs que incloguessin la paraula "dona" com el "Jardí de les Dones", que passà a dir-se "Jardí de la Primavera".[12]
- Es prohibí que les dones apareguessin als balcons de les seves cases
- Es prohibí la presència de les dones a la ràdio, la televisió o qualsevol mitjà de comunicació públic[13]

### Mobilitat
La llibertat de moviment de les dones a l'espai públic està restringida, i es dificulta a les que no poden comprar el burca o no tenen un mahram, és a dir, un familiar que les pugui acompanyar. Aquestes dones s'enfronten a un arrest domiciliari. Una dona colpejada brutalment pels talibans pel fet de caminar sola pels carrers ha de dir que "el meu pare va morir en una batalla... No tinc cap marit, cap germà ni cap fill. Com puc viure si no puc sortir sola?"
Una camperola de la ONG Terre des hommes va presenciar l'impacte en la mobilitat femenina a l'orfenat estatal més gran de Kabul, Taskia Maskan. Després d'apartar les dones de les seves ocupacions, durant un any es va impedir sortir al pati a les aproximadament 400 noies que vivien a la institució. Els decrets que van afectar la mobilitat de les dones era :
- Es prohibí que les dones utilitzessin bicicletes o motocicletes, ni si anàven acompanyades.
- Es prohibí que les dones anessin amb taxi sense un familiar que les acompanyés.
- Els autobusos passaren a segregar per sexe per impedir que els homes i les dones viatgessin al mateix autobús.[11]

L'afectació a la vida de les dones era menys dramàtica si vivien i treballaven en ambients familiars. Necessitaven un nivell relatiu de llibertat per continuar amb les seves tasques. Si aquestes dones haguessin viatjat a una ciutat propera els haurien estat aplicades les mateixes restriccions.

### Feina
Els talibans s'oposaren als antics estatuts afganesos que permetien que les dones treballessin en feines al costat d'homes. Van considerar que era un trencament de la llei que anava en contra de la Xaria. El 30 de setembre de 1996, els talibans va decretar que es prohibia treballar a totes les dones. Es calcula que el 25% de les treballadores del govern eren dones, i quan s'agreujaren les pèrdues en altres sectors, diversos milers de dones van ser-ne afectades. Això va tenir un impacte devastador en els ingressos de les cases, especialment en les famílies vulnerables o les dones vídues que no tenien ningú més que aportés diners, el que era habitual a Afganistan.
També hi van sortir perdent els qui tenien dones per a servir. L'educació elemental dels nens, no només de les nenes, va ser clausurada a Kabul, on tots els mestres eren dones. Milers de famílies amb educació van fugir de Kabul a Pakistan després que els talibans prenguessin la ciutat el 1996. Entre els qui es van quedar a Afganistan, hi hagué un increment de dones amb fills que passaren a viure en la indigència, ja que la pèrdua dels ingressos va deixar moltes famílies al límit de la supervivència.
El cap talibà Mohammed Omar va assegurar que les mestres i funcionàries seguirien rebent sous al voltant de 5 dòlars per mes, tot i que això era una oferta a curt termini. Un portaveu dels talibans va declarar: "L'acte talibà de donar salaris mensuals a 30,000 dones treballadores, que ara seuen còmodament a casa, és una feina-dones lliures, ara seient còmodament a casa, és una bofetada a la cara dels qui difamen als talibans, en referència als drets de la dona. Aquesta gent a través de propaganda infundada està intentant incitar a les dones de Kabul en contra dels talibans".
Els talibans va promoure l'ús de la família estesa, o el sistema de caritat zakat perquè les dones no necessitéssin treballar. Tanmateix, els anys de conflicte van significar que les famílies nuclears sovint espremudes havien de cuidar a tots els parents. La llei sovint privilegiava als homes, com quan dictava que els ajuts alimentaris a les famílies els havia d'anar a buscar un home. El ministre d'afers exteriors suplent Mullah Ghaus va negar la possibilitat que una dona pogués no tenir cap parent home i es va mostrar sorprès pel grau de preocupació internacional per aquestes dones, que va dir que eren un percentatge molt petit de la població afganesa. Per les dones rurals hi hagué generalment pocs canvis en les seves circumstàncies, ja que les seves vides ja eren dominades pel treball domèstic, agrícola i reproductiu no remunerat i necessari per la subsistència.
Les dones que treballaven en tasques sanitàries eren exemples de la prohibició d'ocupació, però tot i això havien de treballar amb moltes limitacions. El calvari físic per arribar al lloc de treball a través del sistema segregat dels autobusos i l'estès assetjament va significar que algunes dones decidissin deixar els seus llocs de feina. De les que van continuar treballant, moltes van viure dins la por del règim i van decidir quedar-se a viure dins els hospitals durant la setmana laborable per limitar l'exposició a les forces talibanes. Aquestes dones eren vitals per assegurar els serveis ginecològics, prenatals i obstetrícia, i ho feien amb un gran nivell de compromís. Sota el règim de Rabbani hi havia hagut unes 200 dones treballant a l'hospital de Kabul Mullalai, i n'hi havia unes 50 amb els talibans. Les ONG que van treballar a l'Afganistan després de la caiguda dels talibans del 2001 van trobar en l'escassetat de dones professionals de la salut un obstacle significatiu a la seva feina.
L'altra excepció a la prohibició de treballar va permetre a un nombre reduït de treballadors humanitaris que es quedessin treballant. Els codis de segregació talibans impedien que les dones poguessin ser avaluades per obtenir l'accés a les dones vulnerables o als equips de recerca. Aquesta excepció no va ser uniforme en tot el moviment dels talibans, ja que la participació de les dones variava segons les circumstàncies. La ciutat de Herat va ser particularment afectada per les normes que feien referència al tractament de les dones, ja que havia estat una de les àrees més cosmopolites i obertes a l'exterior abans del 1995. Les dones abans podien treballar en algunes feines, un permís que fou limitat per les autoritats dels talibans. El nou governador de Herat, Mullah Razzaq, va dictar que es prohibís a les dones l'accés a la seva oficina per impedir que provoquessin distraccions.

### Educació
Els talibans van reconèixer el seu deure islàmic d'oferir educació tant als nois com a les noies, però van dictar un decret per a prohibir que les noies de més de 8 anys rebessin educació. Maulvi Kalamadin va insistir en el caràcter provisional de la suspensió i que les dones tornarien a anar a l'escola i la feina quan s'aconseguís suficient seguretat als carrers per impedir el contacte entre els homes i les dones. Els talibans volien tenir el control total de l'Afganistan abans de portar un cos d'Ulemes per determinar el contingut d'un nou pla d'estudis per reemplaçar una visió islàmica Mujahidí que consideraven inacceptable.
El sistema educatiu patí les conseqüències de la prohibició de les dones a treballar. Només dins de Kabul aquesta llei va afectar 106.256 noies, 148.223 nois i 8.000 universitàries. També 7.793 professores van ser rebutjades, un moviment poc pensat que va obligar a tancar 63 escoles per la manca sobtada d'educadors. Algunes dones van establir escoles clandestines a les seves cases per les nenes del veïnatge, o per altres dones, mentre de portes enfora deien que cosien, com a l'Escola de costura Agulla d'Or. Les estudiants, els pares i els mestres eren conscients de les conseqüències que podia tenir el que feien si els talibans ho descobrien, però aquestes accions els permetien conservar un sentiment de llibertat i esperança.

### Salut
Abans que els talibans prenguessin el poder a l'Afganistan s'havia permès als doctors homes de tractar les dones als hospitals, però aviat es va fer un decret perquè cap metge pogués tocar el cos de cap dona sota un pretext mèdic. Amb menys metgesses, es va incrementar la distància que les dones havien de fer per a ser ateses i va disminuir el subministrament dels dispensaris prenatals.
A Kabul, algunes dones van fer clíniques informals a les seves cases per a donar servei a la família i als veïns, però tenien difícil d'obtenir els subministraments mèdics i per això la seva efectivitat va ser limitada. Moltes dones van sofrir patiments prolongats o mort prematura per manca de tractament. Aquelles famílies que tenien els mitjans i el suport dels seus familiars homes podien anar a buscar l'atenció mèdica al Pakistan.
A l'octubre de 1996 s'impedí a les dones d'accedir al tradicional hammam, els banys públics, ja que les oportunitats per a la socialització es descartaren per antiislàmiques. L'accés a l'aigua calenta era molt valorada per les dones i era una ajuda per a la vida diària tenint en compte l'absència d'aigua corrent en la major part de les cases. Per això l'ONU va pronosticar un augment dels casos de sarna i infeccions vaginals entre les dones que no utilitzéssin mètodes d'higiene o tinguessin cura de la seva salut. Nasrine Gross, un autor afganès-americà, va declarar el 2001 que feia quatre anys que moltes dones afganes els costava pregar a Déu perquè "l'Islam prohibia a les dones de pregar sense haver-se banyat després dels seus períodes”. El juny de 1998, els talibans van prohibir da les dones d'assistir a hospitals generals de la capital, mentre que abans les dones només podien ser ateses als hospitals generals. Això va deixar només un hospital a Kabul on podrien buscar tractament.

### Confinament forçat
L'harmonia familiar era difícil per l'increment de l'estrès mental, l'aïllament i la depressió que sovint acompanyava el confinament forçat de les dones. Una enquesta a 160 dones va concloure que el 97 per cent van mostrar signes de la depressió seriosa i el 71 per cent van mostrar una decadència en el seu estat de salut. Latifa, una escriptora resident a Kabul, va escriure:
L'apartament s'assembla a una presó o un hospital. El silenci pesa fortament damunt tot de nosaltres. Ningú pot fer-hi gaire, no tenim molt a dir-nos entre nosaltres. Som incapaces de compartir les nostres emocions, cadascú es tanca en la seva pròpia aflicció. De llavors ençà tothom es troba a la mateixa fossa negra, on no hi ha més punts en un temps repetitiu que torna i no ens permet de veure-hi clarament.
Els taliban van tancar els salons de bellesa. Es prohibiren els cosmètics com com clau varnishi el maquillatge.
Les restriccions dels talibans a la presència cultural de les dones es va ampliar. No podia ser utilitzada la paraula "dona" als noms de llocs i indrets. Es prohibí que les dones fessin soroll al riure i la veu d'una dona passà a considerar-se impròpia. Es prohibí a les dones la participació en esports i fins i tot a entrar en clubs esportius. L'Associació Revolucionària de les Dones de l'Afganistan (RAWA) va lluitar específicament per aquests assumptes. Va ser fundada per Mina Keshav Kamal, una dona que entre altres coses va iniciar una revista bilingüe anomenada Women's Message el 1981. Fou assassinada el 1987 als 30 anys, però és considerada una heroïna entre les dones afganeses.

## Càstigs
Els càstigs eren sovint executats públicament, ja fos en espectacles celebrats als estadis esportius a les places o als carrers de manera espontània. Els civils vivien amb la por de les dures penes per la poca pietat, i les dones que no obeïen els decrets es tractaven brutalment. Exemples:
- A l'octubre de 1996, van tallar la punta del dit polze d'una dona perquè portava esmalt per les ungles.[10]
- El desembre de 1996, la Ràdio Shari'a anuncià que 225 dones de Kabul havien estat agafades i castigades per no seguir la sharia en el vestit. La sentència va ser dictada per un tribunal i per aquest delicte menor les dones foren assotades a les cames i al cul.[27]
- El maig de 1997 cinc treballadores del CARE International amb autorització del Ministeri de l'Interior per dur a terme la investigació per a un programa d'alimentació d'emergència van ser obligades a abandonar el seu vehicle per membres de la policia religiosa. Els guàrdies van utilitzar un sistema de megafonia per insultar i assetjar les dones abans de colpejar-les amb un fuet de metall i cuir de més d'1,5 metres de longitud.[1]

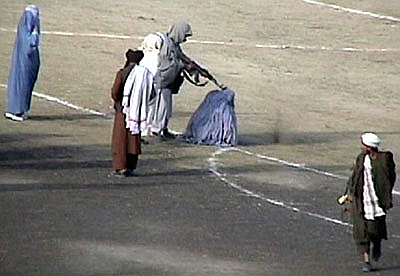
Execució pública d'una dona, coneguda amb el nom de Zarmeena, els talibans al Ghazi Sports Stadium, Kabul, el 16 de novembre de 1999. La mare de set nens hi havia estat trobada culpable de matar el seu marit mentre dormia, després de presumptament haver estat apallissada per ell. El montatge es pot veure aquí.

- El 1999, una mare amb set nens va ser executada davant de 30.000 espectadors a l'estadi esportiu de Kabul Ghazi per haver assassinat el seu marit. Va ser empresonada durant tres anys i torturada fins a l'execució. Tot i així va rebutjar defensar la seva innocència per protegir la seva filla que podria haver estat la culpable real.[30]
- Quan en una batuda un talibà va descobrir que una dona posava en marxa una escola clandestina al seu apartament, els talibans van batre els nens i van tirar la dona avall de l'escala trencant-li la cama, i llavors la van empresonar. Van esperar per apedregar la seva família si refusava signar una declaració de lleialtat als talibans i les seves lleis.[14]
- Una noia afganesa, Bibi Aisha, estava promesa a una nova família a través d'un mètode tribal de solucionar les disputes coneguda com a baad. Quan ella va fugir va patir la violència de les altres dones per la baad, i quan la seva nova família la va trobar els talibans van ordenar castigar-la per a donar exemple, "les altres noies en el poble intenten fer la mateixa cosa".[31] Li van tallar les orelles i el nas i la van donar per morta a les muntanyes, però va sobreviure.[31]
- Les dones que treballaven eren vigilades. Quan es considerava que no complien amb les lleis talibans rebien amenaces i algunes trets i eren assassinades, com en el cas de Hossai, una noia de 22 anys, el juliol del 2010.[32]
- El 2013, l'autora índia Sushmita Banerjee va ser assassinada a trets per militars talibans per haver desafiat presumptament els dictats talibans. La van casar amb un home de negocis afganès i que havia anat a viure a l'Afganistan. Va escapar-se de dues condemnes d'execució pels talibans el 1995 i més tard va marxar a l'India. El seu llibre basat en l'escapada dels talibans va ser també l'argument d'una pel·lícula índia.[33]

Molts càstigs van ser duts a terme per milícies individuals sense la sanció de les autoritats talibans, mentre actuessin contra la política talibana oficial es permetia castigar dones en el carrer. També es preveien càstigs als homes que permetien certes actuacions a les dones: conseqüència d'una concepció patriarcal de la societat i la creença que els homes tenen el deure de controlar les dones. Maulvi Kalamadin va declarar el 1997, “des d'aquell moment no podem castigar directament a les dones, intentem utilitzar els taxistes i botiguers per pressionar-los" per adaptar-se. Exemples del càstig d'homes:
- Si un taxista agafava una dona amb la seva cara descoberta o sense l'acompanyament d'un mahram hauria d'anar a la presó i seria castigada amb el marit.
- Si es trobava una dona rentant la roba al riu havia de ser escortada a casa per autoritats islàmiques, i el seu marit/mahram seria severament va castigar.
- Si un sastre era trobat prenent les mides a una dona, el sastre aniria a la presó.[1]

## Resposta internacional
Les protestes d'agències internacionals van afectar poc les autoritats talibans, que va donar preferència a la seva interpretació de llei islàmica i no es van sentir lligats pels codis de l'ONU o les lleis de drets humans, una legislació que veuen com a instruments de l'imperialisme Occidental Amb el poder talibà de Herat des del 1995, l'ONU esperava que les polítiques de gènere esdevindrien més moderades. Els talibans va rebutjar cedir a la pressió internacional i van reaccionar amb calma a les suspensions d'ajuts.
- El novembre de 1995, l'UNICEF va suspendre tot ajut a l'educació en regions sota control talibà, argumentant que la prohibició de barrejar homes i dones a l'educació era una ruptura de la Convenció en els Drets de l'Infant. Després de la Conferència de les Dones de Pequín del 1995, aquesta acció va solidificar el rol d'Unicef com a agència líder en les matèries que tenen relació amb el respecte de dones i nens.[10]
- El 1996, Save the Children (Regne Unit) també va retirar el seu suport en un el moment en què la comunicació amb les dones, els cuidadors primaris els nens, era més difícil.[10]
- El Secretari General de l'ONU Boutros Boutros-Ghali va expressar la seva preocupació pel que fa a l'estat de dones afganeses.[34]
- El 1999, la secretària d'estat americana Madeleine Albright públicament va declarar que “estem parlant en nom de les dones i noies de l'Afganistan, qui han estat víctimes... És criminal i cadascú de nosaltres té la responsabilitat de parar-ho”.[35]

El gener de 2006 una conferència de Londres sobre Afganistan va portar a la creació d'un Internacional Compacte, que va incloure els punts de referència pel tractament de les dones. El Compacte inclou el punt següent: "Gènere:-1389 (20 març 2011): el Pla d'Acció Nacional per Dones a l'Afganistan serà plenament implementat; i, en línia amb les MDGs de l'Afganistan, la participació de la dona s'enfortirà en totes les institucions governamentals afganeses, incloses l'elegibilitat i els cossos de servei a l'estat." Tanmateix, un informe d'Amnistia Internacional de l'11 de juny de 2008 va declarar la necessitat de no fer més "promeses buides" en relació amb l'Afganistan, citant el la millora del tractament de les dones com un dels objectius que no s'havien complert.

## Talibans del Pakistan
Diversos grups talibans s'estan al Pakistan des del 2002. La majoria d'aquestes faccions s'han unit a l'organització Tehrik-i-Taliban Pakistan (TTP). Tot i que els talibans del Pakistan són diferents que els talibans de l'Afganistan, tenen moltes similituds pel que fa al tracte vers les dones. Els talibans del Pakistan també han matat dones acusades no ser bones musulmanes i han forçat noies a casar-se després de pegar-les en públic per haver tingut relacions il·lícites.